# Ania (Las Regueras)
Ania es un Lugar que pertenece a la parroquia de Santullano en el concejo de Las Regueras (Principado de Asturias). Se encuentra a 145 m s. n. m. y está situada a 1,50 km de la capital del concejo, Santullano. 

## Población
En 2020 contaba con una población de 57 habitantes (INE 2020) repartidos en un total de 19 viviendas.